# Bitte keine Polizei
Bitte keine Polizei ist eine 13-teilige Krimiserie, die zwischen September und Dezember 1975 im Vorabendprogramm des ZDF zum ersten Mal gesendet wurde. Produziert wurde sie von der Elan-Film Gierke & Company im Auftrag des ZDF.

## Inhalt
Privatdetektiv Peter Martin tritt immer dann auf den Plan, wenn ausdrücklich die Einschaltung der Polizei nicht gewünscht ist oder deren Ermittlungen ins Stocken geraten sind. Der stets erfolgreiche Martin ermittelt in Betrugs- und Mordfällen, wenn es um vermisste Personen oder Diebstähle geht. Dabei arbeitet er häufig mit Kriminalkommissar Matthias Wenzel zusammen, der der Bruder von Martins Frau Vera, also sein Schwager ist.

## Sonstiges
Autoren der einzigen Staffel dieser Serie waren Bert Harras und Karl Michael Heinze, wobei Heinze lediglich die Bücher zu den Folgen 8, 11 und 13 beisteuerte. Die Krimihomepage vermutet, dass es sich bei Bert Harras um ein Pseudonym des Drehbuchautors Bruno Hampel handeln könne, da die Episode Ich bin so frei stark der Folge 1:0 für Frankfurt aus der Serie Kommissar Freytag ähnelt, die von Hampel geschrieben wurde. Hinter der Kamera stand Kai Borsche, der älteste Sohn des Schauspielers Dieter Borsche.
Bitte keine Polizei konnte mit einer Reihe prominenter Episodendarsteller aufwarten. Die einzelnen Folgen wurden mittwochs in wöchentlichem Abstand gesendet. Lediglich zwischen den Folgen 9 und 10 betrug der Abstand 14 Tage. 1981 wiederholte das ZDF die Serie.

## Episodenliste
| Folge | Erstausstrahlung   | Titel                 | Gastschauspieler (Auswahl)                                                              |
| 1     | 17. September 1975 | Ich bin so frei       | Peter Machac, Walter Feuchtenberg, Mogens von Gadow, Ludwig Wühr, Bruno W. Pantel       |
| 2     | 24. September 1975 | Ein Neger mit Gazelle | Sigurd Fitzek, Rosl Mayr, Klaus Abramowsky, Ursula Erber                                |
| 3     | 1. Oktober 1975    | Oma Treller           | Rose Renée Roth, Rudolf Schündler, Gernot Duda                                          |
| 4     | 8. Oktober 1975    | Zwei falsche Gulden   | Joachim Regelien, Rudolf Lenz, Adrian Hoven, Jan Groth                                  |
| 5     | 15. Oktober 1975   | Diamanten vom Himmel  | Konrad Georg, Willy Schultes, Robert Naegele, Claudia Gerstäcker                        |
| 6     | 22. Oktober 1975   | Jan ist verschwunden  | Herbert Tiede                                                                           |
| 7     | 29. Oktober 1975   | Der Kunstraub         | Heinz Engelmann, Sascha Hehn, Heini Göbel                                               |
| 8     | 5. November 1975   | Teure Fanny           | Ulrich Beiger, Peter Parten, Addi Adametz, Michaela May                                 |
| 9     | 12. November 1975  | Wie Hund und Katze    | Hans Stadtmüller, Herta Worell, Heino Hallhuber, Hans Daniel                            |
| 10    | 26. November 1975  | Russisches Roulette   | Nora Minor, Rut Rex, Berno von Cramm, Dieter Kirchlechner, Monika Strauch, Jochen Busse |
| 11    | 3. Dezember 1975   | Hinter den Kulissen   | Mady Rahl, Henning Schlüter, Achim Strietzel                                            |
| 12    | 10. Dezember 1975  | Honig und Pfeffer     | Pit Krüger, Elma Karlowa, Hans Zander, Maria Brockerhoff                                |
| 13    | 17. Dezember 1975  | Schöne Ferien         | Alexander Allerson, Otto Stern, Hanni Vanhaiden, Petra Peters                           |